# Gerard de Canville
Gerard de Canville (auch Camville) († 1214) war ein anglonormannischer Adliger.

## Herkunft und Aufstieg unter Heinrich II.
Gerard de Canville entstammte der Familie Canville, die ursprünglich aus Canville-les-Deux-Églises in der Normandie stammte. Er war ein Sohn von Richard de Canville, Lord of Middleton Stoney in Oxfordshire und dessen ersten Frau Alice. Sein Vater war ein loyaler Vasall von König Heinrich II. Wohl deshalb stand auch Gerard de Canville in der Gunst des Königs, für den er ab 1174 zahlreiche Urkunden bezeugte. 1176 durfte er nach dem Tod seines Vaters fast alle dessen Besitzungen erben. Hierzu gehörten neben Middleton Stoney und Godington in Oxfordshire Avington in Berkshire sowie Ländereien bei King’s Sutton und Duddington in Northamptonshire. Anscheinend erhielt er auch die Honour of Mowbray, die 1166 im Besitz seines Onkels Walter de Canville gewesen war und die neun Knight’s fee umfasste. 1180 erließ ihm der König £ 800, die sein Vater dem König noch geschuldet hatte. Vor 1185 heiratete Canville Nicola de la Haye, die älteste Tochter von Richard de la Haye († 1169) und Witwe von William Fitzerneis. Nicola war Miterbin von Gütern in der Normandie und in Lincolnshire sowie Erbin des Erbamts des Constable von Lincoln Castle. Nachdem Richard I. 1189 König geworden war, bestätigte er Canville gegen eine Gebühr von 700 Mark dieses Erbe.

## Rolle während der Abwesenheit von Richard I. auf dem Kreuzzug
Während Richard I. auf dem Kreuzzug in Palästina war, huldigte Canville 1191 dessen Bruder Johann Ohneland für Lincoln Castle. Damit widersetzte er sich offen dem königlichen Justiciar und Kanzler William de Longchamp, den der König als Regenten eingesetzt hatte. Longchamp setzte daraufhin Canville als Sheriff ab und ernannte William de Stuteville zu seinen Nachfolger. Dazu befahl er die Übergabe des königlichen Lincoln Castle. Canville wandte sich daraufhin an seinen neuen Lehnsherrn Johann Ohneland, worauf Longchamp mit der Belagerung von Lincoln Castle begann. Dieses wurde entschlossen von Canvilles Frau Nicola verteidigt, und als Johann Ohneland im Gegenzug Longchamps Burgen Nottingham und Tickhill belagerte und eroberte, war Longchamp am 28. Juli 1191 gezwungen, in Winchester einen Kompromiss mit Johann Ohneland zu schließen. Dabei musste er akzeptieren, dass Canville wieder als Sheriff eingesetzt wird, bis der Fall abschließend vom königlichen Hofgericht entschieden wurde. Wenige später wurde Longchamp, der auch Bischof von Ely war, gestürzt und musste England verlassen. Nach seiner Flucht ließ er eine Reihe von Gegnern, darunter auch Canville, exkommunizieren.
Gerard de Canville war nun von der Gunst von Johann Ohneland abhängig, der ihn zum Verwalter der Honour of Wallingford ernannte. Auch als Johann ab 1193 offen gegen seinen Bruder rebellierte, unterstützte Canville ihn. Als Folge davon enteignete ihn Richard I. nach seiner Rückkehr 1194 und enthob ihn seiner Ämter. Sein Nachfolger als Sheriff wurde Simon of Kyme († 1220). Gegen die Zahlung einer hohen Strafe von 2000 Mark erwarb Canville seine Besitzungen und das Wohlwollen des Königs zurück, während seine Frau Nicola weitere 300 Mark zahlte, um das Recht zu erhalten, ihre Tochter nach ihrem Willen verheiraten zu dürfen. William de Longchamp, der im Gefolge des Königs nach England zurückgekehrt war, beschuldigte Canville vor dem Hofgericht, Räuber zu verstecken. Dazu klagte er ihn wegen der Unterstützung von Johann Ohneland bei der Eroberung von Nottingham und Tickhill an. Canville bestritt diese Anschuldigungen und war bereit, in einem Zweikampf seine Unschuld zu beweisen.

## Loyaler Vasall von Johann Ohneland
Als Johann Ohneland 1199 seinem Bruder als König nachfolgte, setzte er Canville wieder als Constable von Lincoln Castle ein und ernannte ihn auch wieder zum Sheriff von Lincolnshire. Wohl aufgrund seiner Ämter war Canville 1200 zugegen, als der schottische König Wilhelm I. in Lincoln dem englischen König für seine englischen Besitzungen huldigte. Als Sheriff unterstützte Canville die Einwohner von Holland in Lincolnshire in ihrem langwierigen Streit mit Croyland Abbey über Weideland. 1205 wurde Canville als Sheriff abgelöst. Nachdem Papst Innozenz III. 1208 das Interdikt über England verhängt hatte, überwachte Canville mit die Verwaltung der Besitzungen der Diözese Lincoln, deren Einkünfte an den König fielen. Von 1208 bis 1209 diente er dazu als reisender königlicher Richter in Lincolnshire und Cambridgeshire. Auch danach blieb er ein loyaler Unterstützer des Königs, wenn auch bis zu seinem Tod Ende 1214 nur noch wenig von ihm bekannt ist. Seinem ererbten Besitz Middleton Stoney gewährte er 1201 das Recht, einen Wochenmarkt abzuhalten. Das Pfründenbesetzungsrecht von Middleton schenkte er der Prämonstratenserniederlassung Barlings Priory in Lincolnshire, die von der Familie seiner Frau gegründet worden war. 

## Familie und Nachkommen
Canville hatte mit seiner Frau mindestens einen Sohn und eine Tochter. Seinen Sohn Richard, der sein Erbe wurde, verheiratete er 1200 mit Eustachia, der Tochter und Erbin von Gilbert Basset († 1205), Lord of Bicester, und Witwe von Thomas de Verdon. Für ihre Vormundschaft hatte Canville dem König £ 1000 geboten. Über Canvilles Tochter ist nichts weiter bekannt.